# Ola Dahlman
Sven Ola Dahlman, född 2 januari 1939 i Ljuders församling i Kronobergs län, är en svensk försvarsforskare och ämbetsman.

## Biografi
Dahlman avlade filosofie kandidat-examen vid Lunds universitet 1963 och teknologie licentiat-examen vid Kungliga Tekniska högskolan i Stockholm 1969. Han tjänstgjorde vid Försvarets forskningsanstalt 1963–2000, under den tiden bland annat som förste forskningsingenjör 1969–1973, som laborator 1973–1977, som sektionschef 1977–1985, som huvudprojektledare 1985–1987, som huvudavdelningschef 1987–1994 och som överdirektör och ställföreträdande generaldirektör 1994–2000.
Ola Dahlman invaldes 1986 som ledamot av Kungliga Krigsvetenskapsakademien.